# Distrito de Veurne
El Distrito de Veurne (en neerlandés: Arrondissement Veurne; en francés: Arrondissement de Veurne) es uno de los ocho distritos administrativos de la Provincia de Flandes Occidental, Bélgica. Posee la doble condición de distrito judicial y administrativo. El distrito judicial de Veurne también incluye a todos los municipios del distrito de Dixmuda.

## Lista de municipios
- Alveringem
- De Panne
- Koksijde
- Nieuwpoort
- Veurne

### Distrito Judicial
- Alveringem (Veurne)
- De Panne (Veurne)
- Diksmuide (Dixmuda)
- Houthulst (Dixmuda)
- Koekelare (Dixmuda)
- Koksijde (Veurne)
- Kortemark (Dixmuda)
- Lo-Reninge (Dixmuda)
- Nieuwpoort (Veurne)
- Veurne

- Datos: Q91411
- Multimedia: Veurne / Q91411